# Aphalara rumicis
Aphalara rumicis är en insektsart som först beskrevs av Mally 1894.  Aphalara rumicis ingår i släktet Aphalara och familjen rundbladloppor. Inga underarter finns listade i Catalogue of Life.